# Индекс товарного канала
Индекс товарного канала (англ. commodity channel index, англ. CCI) — технический индикатор, основанный на анализе текущего изменения отклонения цены от её среднего значения за определённый период и среднестатистического абсолютного значения этого параметра.
Несмотря на название, данный индикатор применим к любым финансовым рынкам.
Разработчиком CCI является Дональд Ламберт (англ. Donald Lambert), который впервые опубликовал статью о нём в октябре 1980 года в журнале Commodities (ранее Futures).

## Гипотеза
Предполагается, что если цена отклоняется от своей скользящей средней на интервал, больший чем обычный для рассматриваемого периода, то происходит изменение тренда.

## Методика построения

### Типичная цена
В качестве ключевого ценового показателя для своего индикатора Дональд Ламберт вводит понятие типичная цена (англ. typical price), которая вычисляется по следующей формуле:
{\displaystyle {\text{Typical Price}}_{t}=p_{t}={\frac {high_{t}+low_{t}+close_{t}}{3}},}
где {\displaystyle {\text{Typical Price}}_{t}} (в дальнейшем {\displaystyle p_{t}}) — типичная цена, {\displaystyle high_{t}} — максимальная цена, {\displaystyle low_{t}} — минимальная цена, {\displaystyle close_{t}} — цена закрытия рассматриваемого периода {\displaystyle t}.
Например, для торгового дня в котором максимальная цена равнялась 1,2200, минимальная была равна 1,2080, а закрытие произошло на уровне 1,2150, типичная цена равна:
{\displaystyle p_{t}={\frac {1,2200+1,2080+1,2150}{3}}=1,2143.}

### Вычисление CCI
Индекс торгового канала рассчитывается как приведённое отношение текущего отклонения типичной цены от её простого скользящего среднего к среднему абсолютному отклонению этой величины:
{\displaystyle CCI_{t}={\frac {1}{0,015}}\cdot {\frac {p_{t}-{\textit {SMA}}_{n}(p_{t})}{{\textit {MAD}}_{n}(p_{t})}},}
где {\displaystyle CCI_{t}} — значение индекса товарного канала, {\displaystyle {\frac {1}{0,015}}} — коэффициент приведения, {\displaystyle p_{t}} — типичная цена, {\displaystyle SMA_{n}(p_{t})} — простое скользящее среднее типичной цены, {\displaystyle MAD_{n}(p_{t})} — среднее абсолютное отклонение типичной цены от её скользящей средней за период {\displaystyle n}.
Коэффициент приведения носит косметический характер и призван уложить {\displaystyle {\frac {2}{3}}} значений абсолютного отклонения в промежуток {\displaystyle [-100,100]}:
{\displaystyle {\frac {1}{0,015}}=100\cdot {\frac {2}{3}}.}
Простое скользящее среднее типичной цены является средним арифметическим этой цены за {\displaystyle n} периодов:
{\displaystyle {\textit {SMA}}_{n}(p_{t})={\frac {1}{n}}\sum _{i=0}^{n-1}p_{t-i}.}
Среднее абсолютное отклонение, является средним арифметическим абсолютного отклонения типичной цены от её скользящей средней за {\displaystyle n} периодов:
{\displaystyle {\textit {MAD}}_{n}(p_{t})={\frac {1}{n}}\sum _{i=0}^{n-1}|p_{t-i}-SMA_{n}(p_{t})|.}

## Торговые стратегии
Классической считается стратегия, при которой сделки происходят в случаях, когда CCI поднимается выше 100 или опускается ниже −100. То есть:
- Для длинных позиций:
  - Покупать, когда CCI опускается ниже -100.
- Для коротких позиций:
  - Продавать (коротко), когда CCI поднимается выше 100.

Некоторые авторы рекомендуют в качестве сигнальной линии использовать нулевое значение, называя подобную стратегию индикатором Zero CCI, то есть:
- Покупать (открывать длинную, закрывать короткую позицию), когда CCI поднимается выше нуля.
- Продавать (закрывать длинную, открывать короткую позицию), когда CCI опустится ниже нуля.